# Phil Crosby (cầu thủ bóng đá)
Phil Crosby (sinh ngày 9 tháng 11 năm 1962) là một cựu cầu thủ bóng đá người Anh thi đấu ở vị trí hậu vệ trái.

## Sự nghiệp
Sinh ra ở Leeds, Crosby thi đấu cho Grimsby Town, Rotherham United, Peterborough United và York City.
Crosby cũng từng tham gia Giải vô địch bóng đá trẻ thế giới 1981, có 4 lần ra sân.